# 美里真理
美里 真理（みさと まり、1973年3月7日 - ）は、日本の元AV女優。
血液型：O型。趣味：スポーツ・書道・料理・旅行。特技：エアロビクス。

## 略歴
静岡県出身。1993年にAVデビューした、1990年代中盤を代表するAV女優の1人である。
整った容姿とジム通いで鍛えたプロポーションから一躍人気女優となり、程なくロングヘアの“かわいい”女優からショートカットの“妖艶で淫乱”な女優へのイメージチェンジをはかり、人気を更に不動のものとした。
1995年に引退。
2012年に行われたAV30の「AV女優人気投票」では、引退してから17年経っていたが99位にランクインした。
AV女優になる前にNHK大河ドラマ「信長 KING OF ZIPANGU」に「さなえ」=「しの」の侍女役で出演している。

## 出演作品

### アダルトビデオ（撮りおろし作品）
1993年
- 絶叫しちゃったの（2月28日、宇宙企画）
- 乙女のひねり腰（4月25日、宇宙企画）
- 乳もみ指戯（5月29日、笠倉出版社）
- kiss,kiss（5月、メディアステーション）
- 媚薬の香り（6月15日、ファイブスター）
- 思いっきりエクスタシー（6月27日、宇宙企画）
- セーラー服を着たままで（7月、明文社）
- 性感ビンビン娘（8月22日、宇宙企画）
- 蜜月の罠（9月6日、笠倉出版社）
- 真理のひとしずく（9月、明文社）
- 性界美乳姫（9月15日、ファイブスター）
- スペルマの嵐（10月17日、バズーカ）
- びしょ濡れ弁天（12月23日、バズーカ）
- シュガーミルク（ 発売日不明、ペガサスランド）
- 魔性の美乳（発売日不明 、日本ビデオ販売）

1994年
- 電撃のシビレ!（1月21日、セシル）
- 爆乳!ダイナマイト（2月13日、バズーカ）
- モナリザの肉体（2月21日、笠倉出版社）
- デカパイクィーン そしてエロスは続く（2月22日、クリスタル映像）
- 電光のキラメキ（3月11日、セシル）
- デカパイクイーン2 胸がいちばん愛おしい　（3月24日、クリスタル映像）
- 生贄志願（4月10日、バズーカ）
- 女教師乱れ泣き 濡れた放課後（4月24日、エイトマン）
- デカパイクイーン3 たわわな乳房は蜜の味（5月10日、クリスタル映像）
- ザ・カゲキ（6月16日、サム）
- 女教師 果肉のしたたり 前篇 柔肌で教えて（6月15日、ファイブスター）
- デカパイボンバー（6月28日、クリスタル映像）
- デカパイボンバー2 美乳をきつく抱きしめたい（7月21日、クリスタル映像）
- 乳けいれん 肉弾編（7月24日、サム）
- 口全ワイセツ18（8月11日、サム）
- グッバイダーリン（8月31日、セシル）
- デカパイボンバー3 君の素肌に溺れたい（10月20日、クリスタル映像）
- デザイアー 美里真理 オッパイでいかせて（11月18日、クイーン）
- デザイアー2 危険なボイン（12月23日、クイーン）
- 悶絶白衣の天使（発売日不明、メディアステーション）
- 乳戯美人（発売日不明 、ファイブスター）
- 女教師 果肉のしたたり 後編 淫らな果実（発売日不明、ファイブスター）

1995年
- デザイアー3 濡れたチクビに御用心（1月27日、クイーン）
- デカパイボンバー4 お乳がアチチ（2月28日、クリスタル映像）
- ラストデカパイボンバー（3月30日、クリスタル映像）
- 女尻（4月21日、アリスJAPAN）
- レイプ狂い（5月26日、アリスJAPAN）
- フラッシュパラダイス（6月16日、アリスJAPAN）
- アゲイン 美里真理（8月10日、クリスタル映像）

1996年
- スーパーおしゃぶりビデオ 美里まり編（6月20日、芳友舎）「美里まり」名義

他

### アダルトビデオ（総集編・再編集作品）
- ナース快楽館 8 加藤めぐみ 美里真理 本田聖奈 藤森美弥 広瀬由夏（1993年8月15日、ファイブスター FV-8957）全5名
- いんらん大美乳 2 樹里あんな 樹マリ子 美里真理 桜井美咲 小鳩美愛（1993年12月15日、ファイブスター FV-8973）全5名
- 性豪スペルマ天国 7 新堂有望・高原愛美・美里真理・松下英美 他（1994年3月25日、ファイブスター FV-8988）全5名
- AV TOP ギャルズベスト10 7 あぶない贈り物（1994年4月1日 笠倉出版社 AJV74-82）全10名
- 秘蔵（1994年5月18日、宇宙企画）
- スーパー巨乳伝説（1994年10月、メディアステーション）
- 巨乳市場2（1994年12月8日、サム）
- 美里真理のエッチ100連発!（1994年6月20日、芳友舎）
- 乱れ腰でさようなら（1994年10月5日、芳友舎）
- 秘蔵コレクション 使用前使用後（1994年、笠倉出版社）
- スーパーランジェリーコレクション（1995年5月17日、笠倉出版社）全12名
- エロすぐり8連発!! AVアイドル大集合!（1995年12月14日、h.m.p/エイトマン IE-012）全8名
- 大巨乳 ワイド90分 1（1996年9月24日、笠倉出版社 AJV-7688）全25名
- ザ・爆乳・巨乳・美乳コレクション ワイド90分（1997年6月2日、笠倉出版社 AJV77-56）全9名
- スーパーエロすぐり8連発！！ 3 巨乳女教師美乳女子校生編（1998年6月26日、エイトマン TE-005）全8名
- ボンデージの罠 DX（1999年4月3日、笠倉出版社 AJV79-29）全12名 VHS
  - ボンデージの罠 DX（2002年3月15日、笠倉出版社 AOV45-54）全12名 DVD
- Crystal Pratina Collection 美里真理（2000年4月28日、クリスタル映像）
- カリスマNo.1 美里真理（2000年7月17日、笠倉出版社）
- Crystal Pratina Collection 美里真理 Vol.2（2000年12月15日、クリスタル映像）
- 美里真理スペシャル（2001年4月18日、笠倉出版社）
- 宇宙企画Classic 美里真理（2001年12月8日、宇宙企画）
- プレミアム大全集 美乳アイドル編（2000年6月16日、メディアバンク）全12名
- ノーカット・バリューパック!! 美里真理（2003年2月14日、宇宙企画）
- 爆乳ナース＆女医 Deluxe（2003年2月14日、Five Star DAJ-6）全17名
- 美里まり大全集（2003年10月10日、ビデオバンク）
- The Best of No.1 美里真理 Deluxe（2003年12月5日、ファイブスター）
- 宇宙企画Classic 美里真理2（2004年4月9日、宇宙企画）
- CRYSTAL MEMORIES 美里真理 SPECIAL（2004年4月16日、クリスタル映像）
- 宇宙企画Classic 美里真理3（2005年2月11日、宇宙企画）
- 宇宙企画Classic 美里真理4（2005年6月9日、宇宙企画）
- アリスピンクファイル 美里真理（2008年2月8日、アリスPINK）
- 復刻 女尻（2010年4月9日、アリスPINK）
- アリスピンクファイル歴代人気女優20名（2011年6月24日、アリスJAPAN PDV-141）全20名

### イメージビデオ
- Sugarmilk（1993年6月22日、コアラブックス）
- "kiss、kiss" Heisei Gals Clip vol.3（1993年6月30日、メディアックス）
- Lingerie Collection 11（1993年2月、英知出版）
- HOTランジェリー2 コスプレ大爆発（1993年10月、コアラブックス）

### Vシネマ
- Fカップポリス（1993年9月5日、マクザム）
- AV女優志願（1993年9月24日、大映）
- 私立女子高校-制服はランジェリー? 1（1993年10月22日、JVD）
- どチンピラ8（1994年7月29日、SHS）
- 傷だらけの愛（1996年12月12日、JVD）「美里まり」名義

## 書籍

### 写真集
- 美里真理写真集 艶麗（1993年7月5日、英知出版）撮影：前場輝夫
- 美里真理 夢みる乙女（1993年9月20日、桜桃出版）撮影：江口イサム
- マドンナメイト・ハード 女子高生「パンティ検診」（1993年9月25日、マドンナ社）撮影：会田我路
- 新生 美里真理写真集 MONALISTIC（1994年4月1日、笠倉出版社）撮影：山岸伸
- 美里真理写真集 フリーク・アウト（1994年4月25日、メディアックス）撮影：神森祷蔵
- 美里真理 巨乳コレクション Vol.1（1994年11月25日、黒田出版興文社）撮影：山岸伸
- 美里まり写真集 Mona Lisa（1995年3月1日、コンパス）撮影：山岸伸
- '94 SEXY LINGERIE CATALOGUE[1001]（1994年、笠倉出版社）

### 雑誌
- オレンジ通信 1993年6月号（表紙）

## ゲーム
- LD麻雀第8弾「ブルセラ」（ニチブツ）
- セクシーアイドル麻雀 野球拳の詩 安藤有里・美里真理・憂木瞳・藤谷しおり 他 全16名（1995年1月31日、日本物産、PCエンジンスーパーCDソフト）